# 曼斯泰附近吕滕巴克
曼斯泰附近吕滕巴克（法語：Luttenbach-près-Munster，发音：[lytənbak pʁɛ mœ̃stɛʁ] 或 [lutənbax pʁɛ mœ̃stɛʁ]；德语：Luttenbach bei Münster；阿尔萨斯语：Lütteba bi Minschter）是法国上莱茵省的一个市镇，属于科尔马-里博维莱区（Colmar-Ribeauvillé）温策奈姆县（Wintzenheim）。该市镇总面积7.86平方公里，2009年时的人口为770人。

## 人口
曼斯泰附近吕滕巴克人口变化图示